# Hypsosinga lithyphantoides
Hypsosinga lithyphantoides là một loài nhện trong họ Araneidae.
Loài này thuộc chi Hypsosinga. Hypsosinga lithyphantoides được Lodovico di Caporiacco miêu tả năm 1947.